# Sangaj Czoden

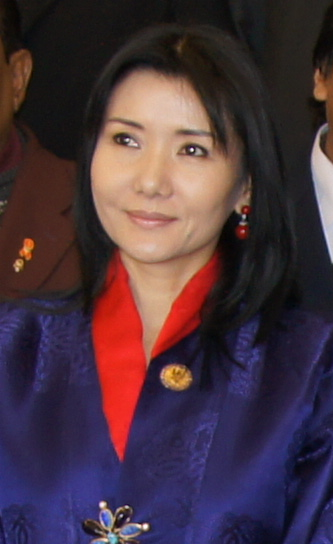
Ashi Sangay Choden Wangchuck

Aszi Sangaj Czoden (ur. 11 maja 1963) – królowa Bhutanu, czwarta żona Jigme Singye Wangchucka.
Kształciła się w St Joseph’s Convent w Kalimpongu oraz w St Helen’s School w Kurseong. Jedną z czterech małżonek bhutańskiego monarchy jest od 1979 (publiczna ceremonia zaślubin odbyła się w 1988). Od 1999 jest ambasadorem dobrej woli UNFPA. Patronuje, otwartemu w czerwcu 2001, Muzeum Włókiennictwa w Thimphu.